# Scappagrano
Scappagrano (Scappagréne, AFI: [skapːaˈɡreːnə], in dialetto locale) è una contrada del comune di Acquaviva delle Fonti, nella città metropolitana di Bari.

## Geografia fisica

### Territorio
Il territorio di Scappagrano è interessato dalla presenza della lama Badessa a nord-ovest.

## Monumenti e luoghi d'interesse

### Architetture civili

#### Masseria Pepe
La masseria ha antichissime origini: essa comprendeva anche una torre di vedetta costruita nel 1302, come si leggeva nella volta del grande portale d'accesso alla costruzione. Era di proprietà della Cappella di Santa Maria di Costantinopoli che la cedeva in fitto per l'uso della terra e dei boschi; tra i primi fittavoli abbiamo i fratelli Pepe, i canonici don Vincenzo e don Francesco, che l'hanno restaurata e ampliata per la necessità di farvi abitare più famiglie.

### Architetture religiose

#### Cappella di Sant'Antonio Abate
Adiacente alla suddetta masseria fu eretta una chiesetta dedicata a sant'Antonio abate. Il disegno della costruzione è dell'architetto Colangiulo (acquavivese sposato con la nipote dei due sacerdoti), progettista del monastero di Santa Chiara, del convento di San Benedetto e del campanile di San Domenico. Dopo un secolo i Pepe lasciarono la masseria che fu affidata al marchese Rinaldi di Canneto, il quale dopo qualche anno la comprò e poi la lasciò in eredità a una figlia sposata con il giudice Mori di Altamura che provvide a restaurare ed abbellire la masseria e la chiesetta.

### Architetture militari

#### Campo dei Missili
Tra il gennaio del 1960 e il giugno del 1961 nei pressi della contrada di Scappagrano era collocata una base militare, soprannominata dai locali "Campo dei Missili". Costruita per mano degli Stati Uniti, possedeva tre missili nucleari denominati Jupiter e puntati verso l'Unione Sovietica. Al termine dell'operazione militare, i missili furono rimossi e imbarcati oltreoceano.

## Infrastrutture e trasporti

### Strade
Le principali strade che attraversano Scappagrano sono:
- SP 16, che collega Adelfia e Cassano delle Murge;
- SP 178, la contrada Scappagrano propriamente detta.

### Ferrovie
La contrada disponeva di una fermata ferroviaria posta sulla linea Bari-Taranto — la stazione di Le Chiasce — fino al 1994, anno in cui fu realizzata una variante di tracciato (a binario doppio) destinata a pensionare la tratta Palo del Colle-Bitetto-Acquaviva delle Fonti (a binario singolo), servita dalla suddetta fermata.
La stazione di Le Chiasce, tuttavia, era a servizio esclusivo del Campo dei Missili.
Sebbene anche il nuovo percorso passi per Scappagrano, esso non dispone di stazioni o di fermate in loco.